# The Burning Season (1994)
The Burning Season is een Amerikaanse dramafilm uit 1994 onder regie van John Frankenheimer.

## Verhaal
In zijn jeugd ziet Chico Mendes hoe de Braziliaanse arbeiders op rubberplantages worden uitgebuit. Na de moord op vakbondsleider Wilson Pinheiro stelt hij zich als vakbondsman en milieuactivist teweer tegen de plantage-eigenaars.

## Rolverdeling
| Acteur             | Personage          |
| ------------------ | ------------------ |
| Raúl Juliá         | Chico Mendes       |
| Carmen Argenziano  | Alfredo Sezero     |
| Sônia Braga        | Regina de Carvalho |
| Kamala Lopez       | Ilzamar            |
| Luis Guzmán        | Landgoedeigenaar   |
| Tomás Milián       | Steven Kaye        |
| Esai Morales       | Darli Alves        |
| Edward James Olmos | Jair               |
| Tony Plana         | Wilson Pinheiro    |
| Marco Rodríguez    | Galvao             |
| Carlos Carrasco    | Tavora             |
| Jonathan Carrasco  | Helio              |
| Jeffrey Licon      | Genesio            |
| José Pérez         | Jonge Chico Mendes |